# Гуннар Гокмарк
Андерс Гуннар Хокмарк (швед. Anders Gunnar Hökmark; нар. 19 вересня 1952, Істад, Сконе, Швеція) — шведський економіст і політик, колишній член Риксдагу, депутат Європейського парламенту.

## Життєпис
Андерс Гуннар Хокмарк народився 19 вересня 1952 року у шведському місті Істад. У 1975 році отримав ступінь з економіки в Лундському університеті. У тому ж році він став офіцером запасу бронетанкових військ. Він працював в компанії Unilever, виконавчим директором консультативної групи Timbro IDE і директором Інституту реформування.
Почав займатись політичною діяльністю в рамках правоцентристської Поміркованої коаліційної партії. З 1979 до 1984 він обіймав посаду голови молодіжного крила партії. У період 1981—1983 головував у DEMYC (Демократична Молодіжна Співдружність Європи). У 1990-х він був генеральний секретарем поміркованої партії.
У період з 1982 по 2004 рік він отримував мандат члена парламенту Швеції. На початку 1990-х підтримував прагнення до незалежності Литви, Латвії та Естонії, проводив організацію мітингів у Стокгольмі на підтримку отримання суверенітету для цих країн.
У 2004 році він був обраний до Європарламенту, віце-голова фракції Європейської народної партії. На європейських виборах у 2009 і 2014 роках з успіхом переобирався.
Головував у Товаристві «Швеція — Ізраїль». Він опублікував кілька книг, в тому числі присвячених європейським питанням.